# سفارة أوكرانيا في البرازيل
سفارة أوكرانيا في البرازيل هي أرفع تمثيل دبلوماسي لدولة أوكرانيا لدى البرازيل. تقع السفارة في برازيليا وهي تهدف لتعزيز المصالح الأوكرانية في البرازيل.

## وصلات خارجية
- الموقع الرسمي
- قائمة سفارات أوكرانيا
- قائمة السفارات في البرازيل